# 久保猪之吉
久保 猪之吉（くぼ いのきち、1874年（明治7年）12月26日 - 1939年（昭和14年）11月12日）は、日本の医学者・歌人・俳人。医学博士。京都帝国大学福岡医科大学（後の九州帝国大学、現・九州大学）教授。

## 人物・来歴
明治7年12月26日、陸奥国二本松藩の藩士久保常保の子として現在の福島県二本松市に生まれる。戊辰戦争の当時、猪之吉は6歳、実兄たちは、二本松藩士久保長一郎常保（父親と同名のため父親と誤認されるが、実兄である）、二本松少年隊の久保鉄次郎13歳と久保豊三郎12歳として知られる。猪之吉は兄の豊三郎と共に二本松の戦いに参加したいと母親に懇願したが、懐妊中の母は猪之吉を無言で抱き締めていたと伝わる。二本松県安積中学校卒業、第一高等学校卒業、1900年・東京帝国大学医科大学卒業、岡田和一郎の副手をつとめた後1903年に結婚、イタリアへ留学すると1907年に帰国し京都帝国大学福岡医科大学教授となる。俳人久保より江の夫。長塚節の主治医。
日本国最初の耳鼻咽喉科学講座を開設した耳鼻咽喉科学の先駆者「イノクボ先生」と呼ばれる。1903年にアルベルト・ルートヴィヒ大学フライブルクに留学するとグスタフ・キリアン教授の下で気管支鏡検査法・キリアン披裂を学び、1907年に帰国して京都帝国大学福岡医科大学教授に就任。耳鼻咽喉科教室を創設し、日本で初めて食道直達鏡を行った。1913年にはコペンハーゲンで開催された第1回万国耳鼻咽喉科学会に日本代表として出席し、およそ半年かけてヨーロッパ諸国を視察している。視察は1924年にも行った。1935年に名誉教授となり、東京へ移るとルドルフ・トイスラーが創設した聖路加国際病院で耳鼻咽喉科の顧問を務めた。1939年死去、青山墓地に埋葬される。
また、歌人としては、落合直文に師事し、1898年尾上柴舟らと「いかづち会」を結成した。その後は俳句を始め、高浜虚子に師事する。1922年、初めて不如帰に取り上げられる。妻のより江とともに雑誌「エニグマ」（1913年） を発行し、福岡在住のあいだ夫妻の住まいは文化人のつどうサロンともなり、柳原白蓮などの文人、また九州以外からも俳人や文人が集った。

## 栄典
- 1931年（昭和6年）4月15日 - 従三位[7]
- 1928年 ドイツ自然科学アカデミー・レオポルディーナ会員[8]
- 1934年 フランスのレジオンドヌール勲章を受勲

## 久保記念館
九州大学馬出キャンパスには博士の名を冠した博物館「久保記念館」および「久保猪之吉博士像」、「久保通り」および「歌碑」が存在する。久保記念館は1927年に開館した日本第1号の医学史専門の博物館で、1907年に久保が創設した耳鼻咽喉科教室の20周年を記念して建てられた。和風と西洋風の折衷様式の2階建てで収蔵品には久保が洋の東西を問わず集めた耳鼻咽喉科に関わる書籍、論文、標本、機械、医療器具、図画に加えて、かつての同僚や知人から贈られた記念品も含む 。生涯に学術論文530本、医学史を取上げた原稿を多数執筆し、医学の分野のほかにも新聞寄稿ほか論考やエッセーなど172本書いている。

## ギャラリー

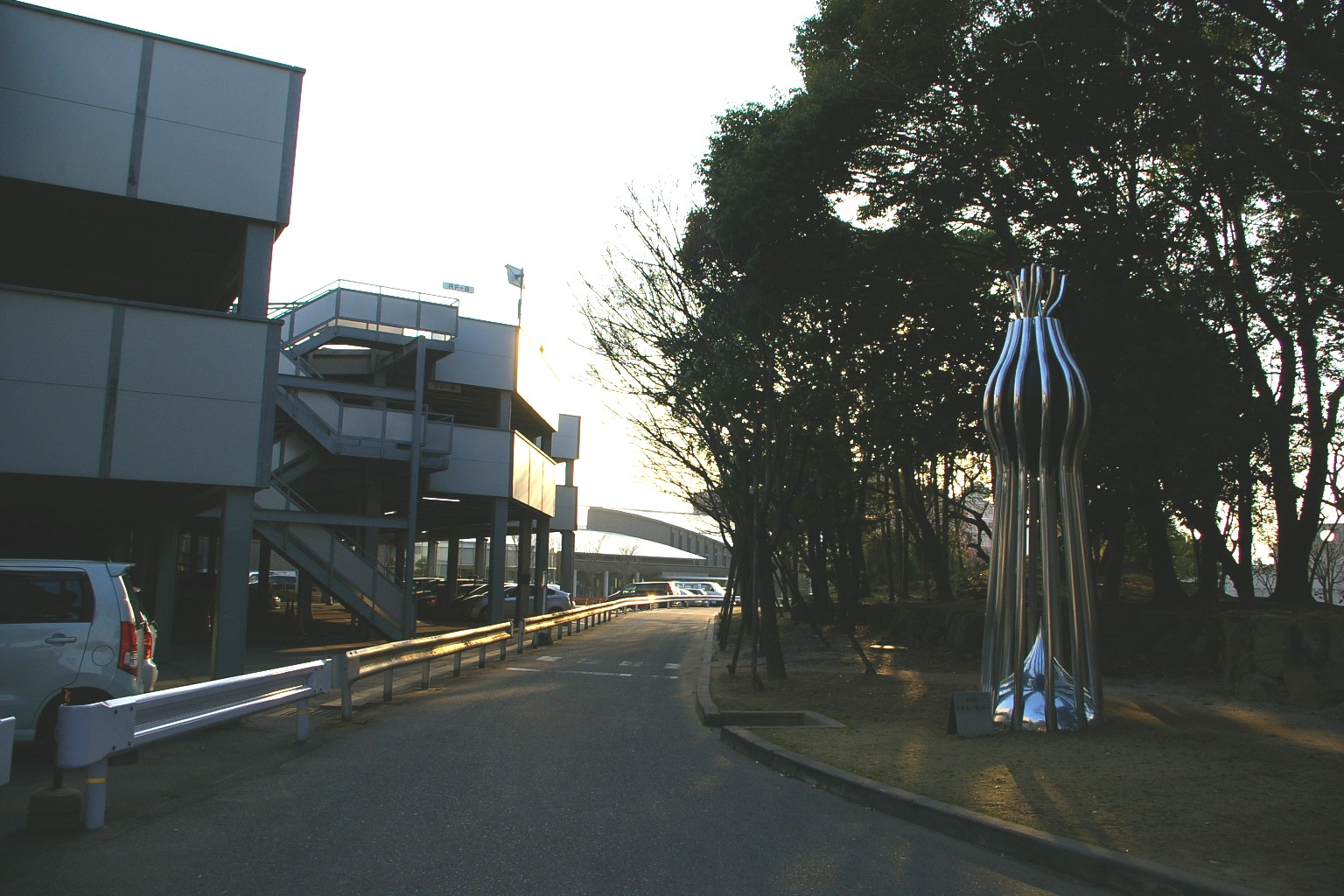
久保通り
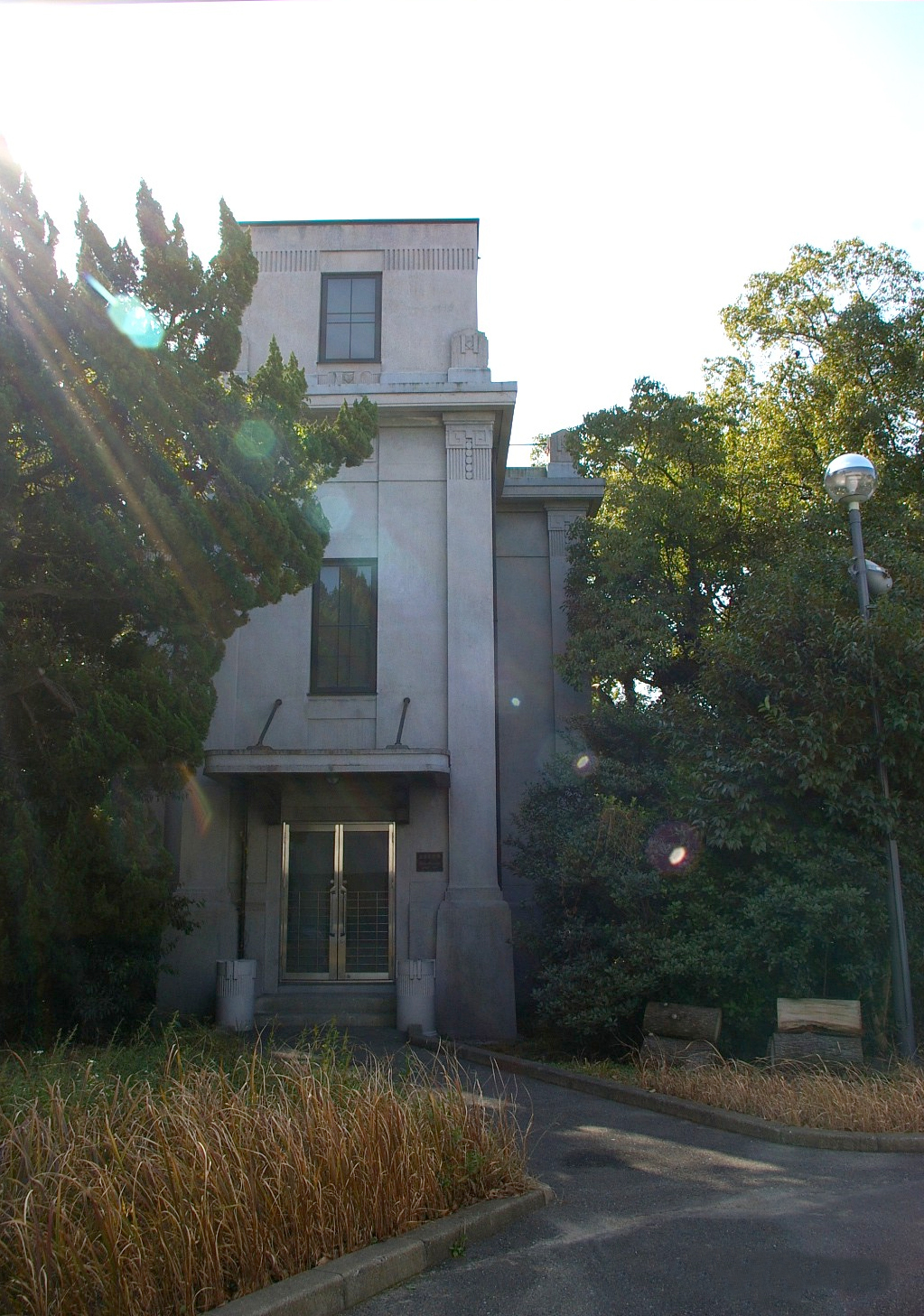
久保記念館
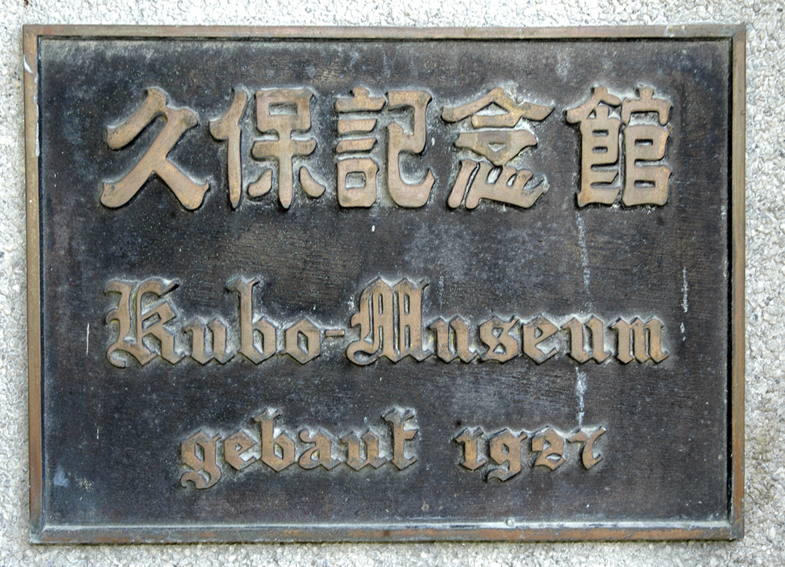
久保記念館の銘盤 (ドイツ語)
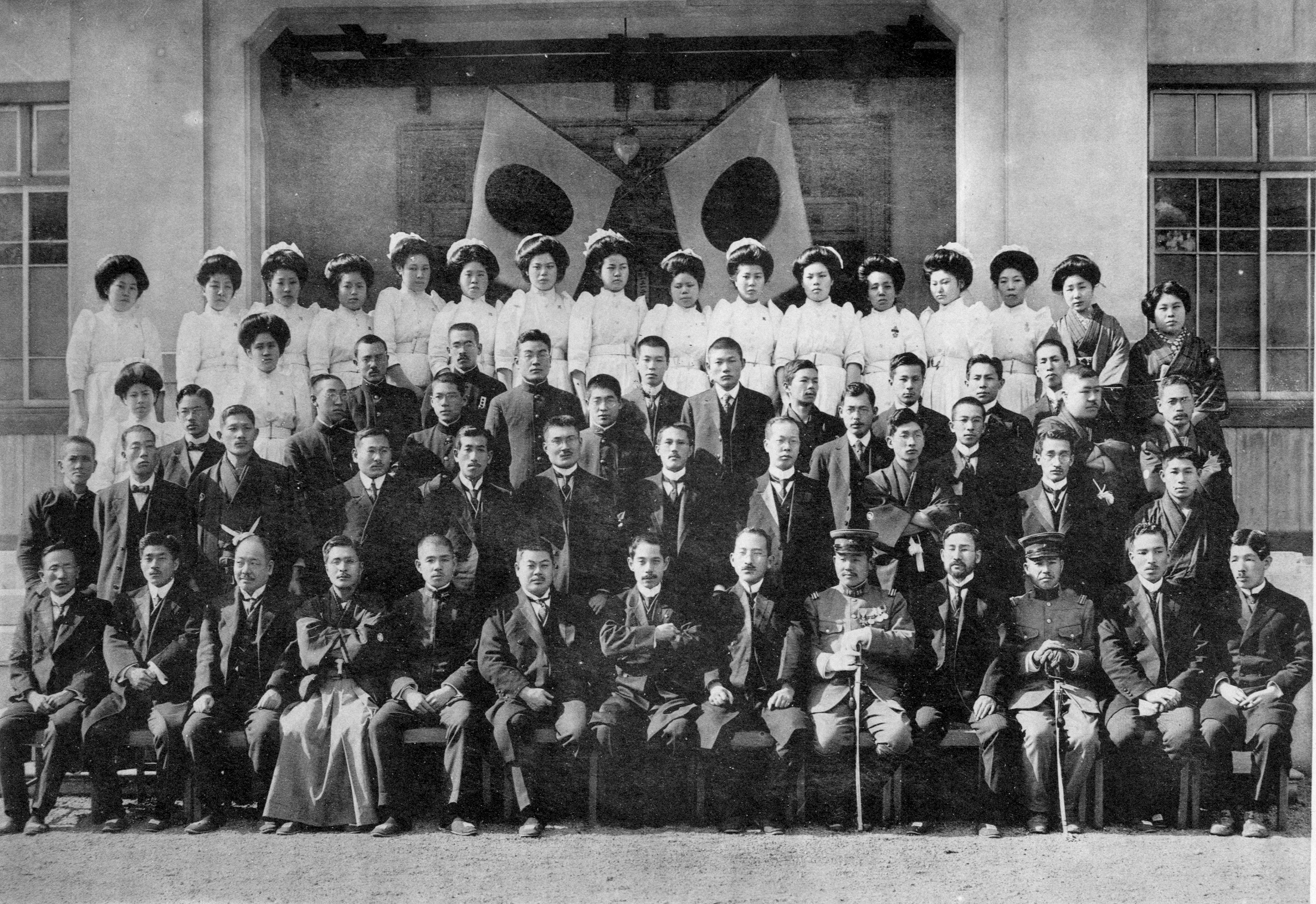
久保猪之吉 (前列左から7人目) と 久保教室 （大正9年）
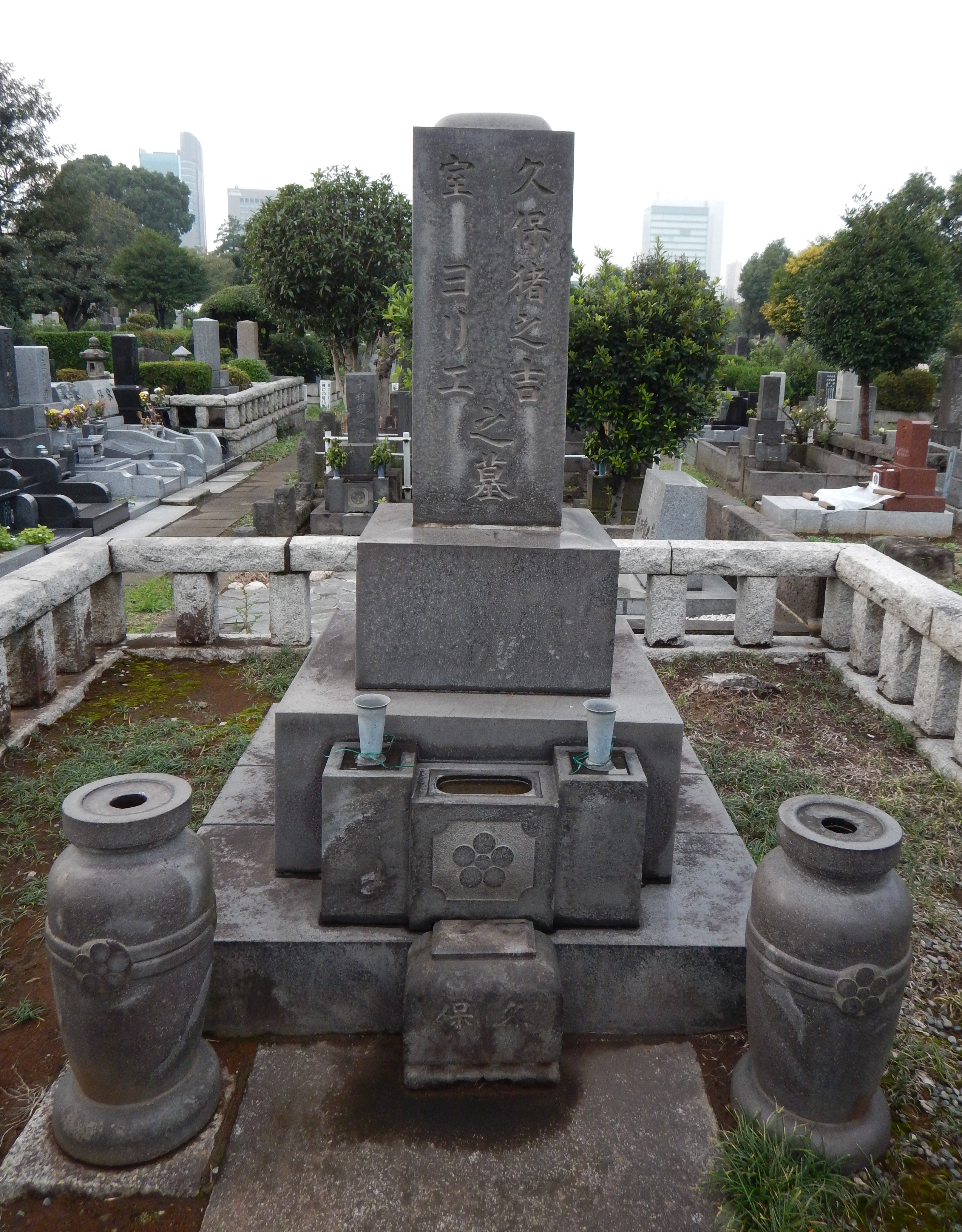
青山霊園にある久保猪之吉・より江夫妻の墓

## 執筆・編集
医学書、論文を除く。
- 久保猪之吉『耳鼻咽喉科史料展覧会目録及解説』久保記念館、千代町 (福岡県)、1927年。
- 久保猪之吉、松井太郎、掛下玉男、香宗我部壽 著、九州帝国大学医学部耳鼻咽喉学教室 編『九州帝国大学医学部耳鼻咽喉科学教室廿年史』 第1巻、九州帝国大学、福岡、1927年。
- 久保ゐの吉『春潮集』京鹿子発行所、京都、1932年。
- 久保 猪之吉『外国船』久保猪之吉、福岡、1933年。
- 久保猪之吉『医学論文の書き方』 後篇 第1、久保猪之吉、東京、1934年。
- 久保猪之吉『科學論文の書き方』 後篇（訂正第3版）、養賢堂、東京、1938年。